# Departamento de F'dérik
F'dérik es un departamento de la región de Tiris Zemmur, en Mauritania. En marzo de 2013 presentaba una población censada de 4715 habitantes. Está formado por la siguiente comuna, que se muestran asimismo con población de marzo de 2013:
- F'dérik 4,715[1]